# インド国立図書館
インド国立図書館(英語: National Library of India)はインド政府文化省 (インド)が管轄し、インド西ベンガル州コルカタ市Belvedere Estateに所在するインド最大の蔵書数及び最多の記録(合わせて2,200万)が収蔵されている図書館である インドの独立以前は、インド総督の公式な住居であった。前身にあたる1891年に設立された帝国図書館は政府の上級職員に限定されていた。1948年に国立図書館(National Library)に改名されると同時に、Esplanade　(コルカタ)からBelvedere (コルカタ)に移転され、1953年に一般開放された1976年に国立図書館からインド国立図書館に改名される。

## 来館情報
・AliporeのBelvedere通りに面している。
・開館時間は平日は9:00 - 20:00、土日祝日は9:30 - 18:00。ただし、共和国記念日(1月26日)、独立記念日 (インド)(8月15日)、ガンディー生誕記念日(10月2日)は休館。